# Frigyes Wiesner
Frigyes Wiesner (Hungría, 26 de septiembre de 1887 – 22 de marzo de 1938) fue un atleta húngaro, especialista en la prueba de relevo medio en la que llegó a ser medallista de bronce olímpico en 1908.

## Carrera deportiva
En los JJ. OO. de Londres 1908 ganó la medalla de bronce en el relevo medio (prueba que consistía en recorrer 1600 metros entre cuatro corredores; los dos primeros 200 m, el tercero 400 m, y el último 800 metros), en un tiempo de 3:32.5 segundos, llegando a meta tras Estados Unidos (oro) y Alemania (plata), siendo sus compañeros de equipo: Pál Simon, József Nagy y Ödön Bodor.